# Wenxi (köpinghuvudort i Kina, Zhejiang Sheng, lat 28,16, long 120,39)
Wenxi (kinesiska: 温溪, 温溪镇) är en köpinghuvudort i Kina. Den ligger i provinsen Zhejiang, i den östra delen av landet, omkring 230 kilometer söder om provinshuvudstaden Hangzhou. Antalet invånare är 62 407. Befolkningen består av 29 356 kvinnor och 33 051 män. Barn under 15 år utgör 16,0 %, vuxna 15-64 år 75 %, och äldre över 65 år 7,0 %.
Runt Wenxi är det mycket tätbefolkat, med 2 915 invånare per kvadratkilometer. Wenxi är det största samhället i trakten. I omgivningarna runt Wenxi växer i huvudsak blandskog.
Genomsnittlig årsnederbörd är 2 331 millimeter. Den regnigaste månaden är juni, med i genomsnitt 383 mm nederbörd, och den torraste är januari, med 67 mm nederbörd.